# Seeds of Destiny
Seeds of Destiny é um filme-documentário em curta-metragem estadunidense de 1946 dirigido e escrito por David Miller (cineasta). Venceu o Oscar de melhor documentário de curta-metragem na edição de 1947.